# NGC 2613
NGC 2613, là một thiên hà xoắn ốc trong chòm sao La Bàn. Nó có hình trục chính vì nó gần như cạnh với các đài quan sát trên Trái đất.